# 고욱
고욱 (본명 : 송원석 宋元錫, 1988년 12월 16일 ~ )은 대한민국의 배우이다.

## 생애
고등학교 시절부터 전문 모델로 활약했다. 런웨이에서도 큰 주목을 받아 수많은 무대에 올랐으며 전성기를 누렸다.
이후 모델 일을 그만두고 연기자로 전향하며 《아랑사또전》, 《나쁜 녀석들》, 《아버지가 이상해》로 내공을 쌓다가 《꽃 피어라 달순아!》로 첫 주연을 맡아 활약했다.
SNL KOREA 7 l의 크루로 출연하여 큰 키와 세련된 외모와는 반전매력의 구수함으로 30가지가 넘는 역할을 소화해내며 '예능원석'이라는 별명을 얻기도 했다.
곽시양, 권도균, 안효섭과는 배우들의 프로젝트 그룹으로 해외에서의 팬미팅을 진행하는 등 국내외로 인지도는 꾸준히 쌓아가고 있다.

## 출연 작품

### 드라마
| 연도 | 방송사     | 제목                            | 배역          | 비고       |
| ---- | ---------- | ------------------------------- | ------------- | ---------- |
| 2012 | MBC        | 아랑 사또전                     |               |            |
| 2014 | TV조선     | 아내스캔들 - 바람이 분다        |               |            |
| 2014 | OCN        | 나쁜 녀석들                     | 이두광의 부하 |            |
| 2016 | tvN        | 안투라지                        | 모델          | 특별출연   |
| 2017 | KBS2       | 다시, 첫사랑                    |               |            |
| 2017 | KBS2       | 아버지가 이상해                 | 박영희        |            |
| 2017 | KBS2       | 꽃 피어라 달순아!               | 정윤재        |            |
| 2018 | SBS        | 스위치 - 세상을 바꿔라          | 김현욱        |            |
| 2018 | MBC EVERY1 | 단짠 오피스                     | 이지용        |            |
| 2019 | KBS2       | 왼손잡이 아내                   | 이수호/박수호 | 특별출연   |
| 2019 | KBS2       | 하나뿐인 내편                   | 이태풍        |            |
| 2019 | TV조선     | 조선생존기                      | 임꺽정        |            |
| 2019 | MBC        | 두 번은 없다                    | 김우재        |            |
| 2020 | MBC every1 | 연애는 귀찮지만 외로운 건 싫어! | 연준          | 특별출연   |
| 2021 | SBS        | 홍천기                          | 무영          | 2회 ~ 14회 |
| 2021 | SBS        | 원 더 우먼                      | 한성운        |            |
| 2022 | SBS        | 사내 맞선                       | 이민우        |            |
| 2024 | tvN        | 손해 보기 싫어서                | 안우재        | 12부작     |

### 영화
| 연도 | 제목   | 역할       | 비고 |
| ---- | ------ | ---------- | ---- |
| 2012 | 댄싱퀸 | 불량고딩 2 |      |
| 2020 | 8년    | 이은찬     |      |

## 그 외 활동

### 방송
| 연도 | 방송사 | 제목                                  | 역할 | 비고 |
| ---- | ------ | ------------------------------------- | ---- | ---- |
| 2015 | XTM    | 타임아웃                              | 출연 |      |
| 2016 | tvN    | SNL 코리아 7                          | 출연 |      |
| 2019 | SBS    | 정글의 법칙 in 로스트 정글 & 아일랜드 | 츨연 |      |

## 음반
- One O One - Love You (2015년)
- One O One - 마비가 됐어 (2015년)
- One O One - You Are My Light (2016년)

## 경력
| 연도 | 사항                                                           |
| ---- | -------------------------------------------------------------- |
| -    | 잡지 에스콰이어, GQ, 아레나, VOUGE, 바자 모델                  |
| -    | 서울컬렉션 박성철, 정두영, 이주영, 신재희, 김석원, 박춘무 모델 |

## 수상 및 후보
| 연도 | 시상식       | 부문                                        | 작품              | 결과 |
| ---- | ------------ | ------------------------------------------- | ----------------- | ---- |
| 2017 | KBS 연기대상 | 남자 신인상                                 | 꽃 피어라 달순아! | 후보 |
| 2021 | SBS 연기대상 | 미니 시리즈 코미디 • 로맨스부문 남자 조연상 | 원 더 우먼        | 수상 |